# Walter Hilton
Pour les articles homonymes, voir Hilton.
Walter Hilton est un écrivain spirituel catholique anglais, mort le 24 mars 1396.
Chanoine régulier de saint Augustin au prieuré de Thurgarton, près de Newark, il est l'auteur de plusieurs textes de spiritualité qui ont eu une influence considérable dans l'Angleterre du XVe siècle.

## L'œuvre
Walter Hilton est surtout connu pour son livre L'Échelle de la perfection (Scala perfectionis), imprimé pour la première fois par Wynkyn de Worde en 1494. La première partie du livre s'adresse à un anachorète, la seconde à quiconque serait déjà avancé dans la voie de la perfection. L'écriture de The Scale of Perfection est plus neutre que celle de The Cloud of Unknowing ou des Visions de Julienne de Norwich ; la ferveur de sa mystique et la prudence de sa démarche en ont fait un classique.
Walter Hilton est également l'auteur de deux remarquables épîtres : On the Mixed Life ("Sur la vie mixte"), qui concerne les chrétiens restés dans le siècle, et Of Angels' Song (Du chant des anges).

## La pensée
Pour parfaire le don de la grâce divine et atteindre à l'union avec le Christ (Hilton dit plutôt « Christ » que « Dieu »), il faut, selon lui, retrouver l'image divine à laquelle l'homme a été créé en détruisant les marques du péché. Il convient donc dans un premier temps de se réformer à nouveau dans sa foi en la parole divine puis, deuxièmement se réformer dans l'expérience vécue de la grâce, expérience qui n'est nullement sentimentale ni physique mais purement spirituelle.
En cela, Hilton anticipe les grands mystiques espagnols du XVIe siècle. Malgré les exigences de la doctrine, Hilton prêche une méthode réaliste et nuancée. Si les tentations reprennent, il est vain et inutile de s'attrister, il faut attendre la venue de la grâce et si possible, fixer sur Jésus vouloir et pensées comme si l'on n'attachait aucune importance à ces tentations.

## Œuvre

### Éditions anglaises
- (en) Evelyn Underhill (dir.), The Scale of Perfection, Londres, J. M. Watkins, 1923, LXVIII et 464 p..
- (en) Barbara Eleanor Wykes, An Edition of Book I of the Scale of Perfection, Ann Arbor, University Of Michigan, 1957, 351 p..
- (en) The Ladder of Perfection (trad. Leo Shirley-Price, introd. Clifton Wolters), Harmondsworth, Penguin Books, 1988, 256 p..
- (en) The Scale of Perfection (trad. John P. H. Clark and Rosemary Dorward, préf. Janel Mueller), Mahwah/New York, The Paulist Press, 1991, 368 p. (ISBN 978-0809104406).
- (en) Thomas H. Bestul (dir.), The Scale of Perfection, Kalamazoo, Michigan, Medieval Institute Publications, coll. « Teams », février 2001, 304 p. (ISBN 978-1580440691).

### Traductions françaises
- L'échelle de perfection (trad. M. Noetinger et E. Bouvet), vol. 1 et 2, Tours, Mame, 1923, 335 et 372 p..
- De l'union à Dieu au milieu du monde (La Vie mixte suivi de Le Chant des Anges) (trad. de l'anglais par sœur Claude-Pierre et Marthe Mensah), Paris-Orbey, Éditions Arfuyen, coll. « Les Carnets spirituels », 2014, 106 p. (ISBN 978-2-845-90195-7).